# Equilibri transitori
A la física nuclear, l'equilibri transitori és una situació en què un equilibri és assolit per un parell d'isòtops radioactius pare-fill, on la vida mitjana del fill és més curta que la vida mitjana del pare. Contràriament a l'equilibri secular, la vida mitjana dels fills no és insignificant en comparació de la vida mitjana dels pares.
Un exemple d'això és un generador de molibdè 99 que produeix tecneci 99 per als procediments de diagnòstic de medicina nuclear. Un generador d'aquest tipus es coneix de vegades amb el nom de «vaca», ja que el producte fill, en aquest cas el tecneci 99, és «munyit» a intervals regulars. L'equilibri transitori es produeix després de quatre vides mitjanes.

## Lleis d'evolució
Sigui {\displaystyle P} («pare») un nucli radioactiu de constant radioactiva {\displaystyle \lambda _{P}}, i {\displaystyle F} («fill») el nucli resultant de la seva descomposició amb una constant radioactiva {\displaystyle \lambda _{F}} (>> {\displaystyle \lambda _{P}}). Designem {\displaystyle [P]} i {\displaystyle [F]} el nombre de nuclis {\displaystyle P} i {\displaystyle F} present en una mostra, o les seves concentracions molars (expressades, per exemple, en mol / kg).
- Si el pare no és radiogènic, la seva taxa de creació és zero, i la seva taxa de destrucció també es dona per la llei de la descomposició radioactiva:
{\displaystyle {\frac {\mathrm {d[P]} }{\mathrm {d} t}}=-\lambda _{\mathrm {P} }[P]}.
- La taxa de creació de {\displaystyle F} és {\displaystyle \lambda _{P}[P]}, i la seva taxa de destrucció és {\displaystyle \lambda _{F}[F]}, d'aquí el balanç:
{\displaystyle {\frac {\mathrm {d[F]} }{\mathrm {d} t}}=\lambda _{\mathrm {P} }[P]-\lambda _{\mathrm {F} }[F]}.
- En el cas d'una cadena de desintegració, tenim el mateix, per a un descendent intermedi {\displaystyle D_{n}} (fill de {\displaystyle D_{n-1}} i pare de {\displaystyle D_{n+1}}) :
{\displaystyle {\frac {\mathrm {d[D} _{n}]}{\mathrm {d} t}}=\lambda _{n-1}[\mathrm {D} _{n-1}]-\lambda _{n}[\mathrm {D} _{n}]}.

## Activitat en equilibri transitori
L'activitat del pare és donat per l'equació de Bateman:
{\displaystyle A_{d}=A_{P}(0){\frac {\lambda _{d}}{\lambda _{d}-\lambda _{P}}}\times (e^{-\lambda _{P}t}-e^{-\lambda _{d}t})\times BR+A_{d}(0)e^{-\lambda _{d}t},}
on {\displaystyle A_{P}} i {\displaystyle A_{d}} són l'activitat del pare i del fill, respectivament. {\displaystyle T_{P}} i {\displaystyle T_{d}} són les vides mitjanes (les inverses de les velocitats de reacció {\displaystyle \lambda } en l'equació anterior mòdul ln(2)) del pare i fill, respectivament, i BR és la relació de ramificació.
En l'equilibri transitori, l'equació de Bateman no es pot simplificar assumint que la vida mitjana dels fills és insignificant en comparació amb la vida mitjana dels pares. La proporció d'activitat fill/pare es dona per:
{\displaystyle {\frac {A_{d}}{A_{P}}}={\frac {T_{P}}{T_{P}-T_{d}}}\times BR.}

## Temps d'activitat màxima del fill
En l'equilibri transitori, l'activitat del fill augmenta i, finalment, arriba a un valor màxim que pot superar l'activitat del pare. El temps d'activitat màxima es dona per:
{\displaystyle t_{\max }={\frac {1.44\times T_{P}T_{d}}{T_{P}-T_{d}}}\times \ln {\frac {T_{P}}{T_{d}}},}
on {\displaystyle T_{P}} i {\displaystyle T_{d}} són les vides mitjanes del pare i fill, respectivament. En el cas del generador {\displaystyle {\ce {^{99\!m}Tc-^{99}Mo}}}, el temps d'activitat màxima ({\displaystyle t_{\max }}) és d'aproximadament 24 hores, cosa que el fa convenient per a ús mèdic.